# Norsesund (przystanek kolejowy)
Norsesund (szwedzki: Norsesunds station) – przystanek kolejowy w Norsesund, w regionie Västra Götaland, w Szwecji, na Västra stambanan. Został otwarty w 1867 roku, ale w latach 1870-1986 stacja nie funkcjonowała formalnie. Zmieniło się to dopiero kiedy wprowadzono ruch pociągów podmiejskich Göteborgs pendeltåg na trasie Göteborg – Alingsås.

## Linie kolejowe
- Västra stambanan